# Zarząd Dróg Miejskich i Komunikacji Publicznej w Bydgoszczy

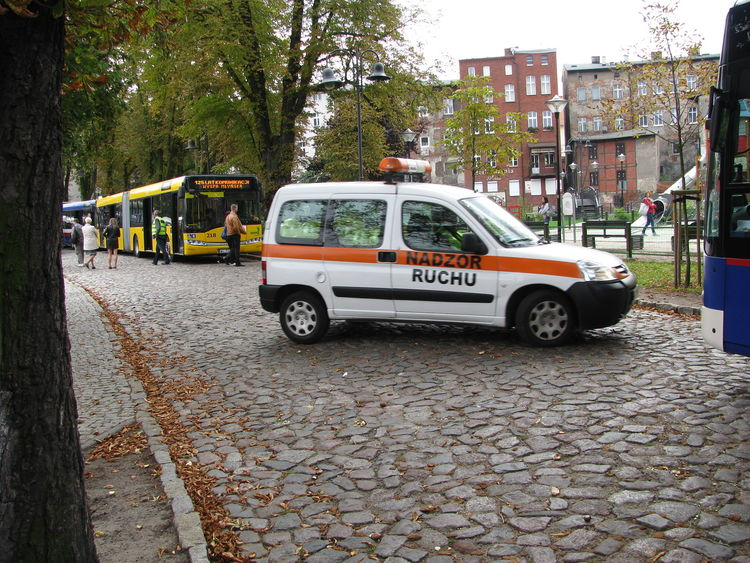
Nadzór Ruchu ZDMiKP Bydgoszcz

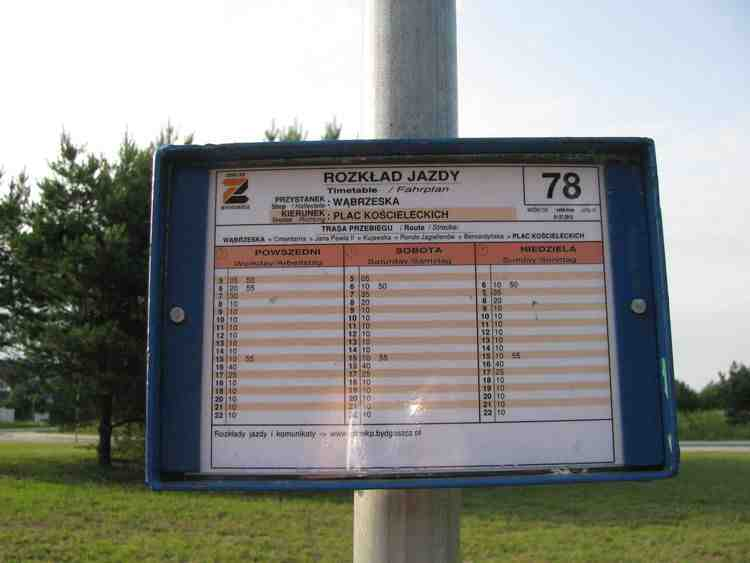
Rozkład Jazdy linii 78 (linia nie istnieje)

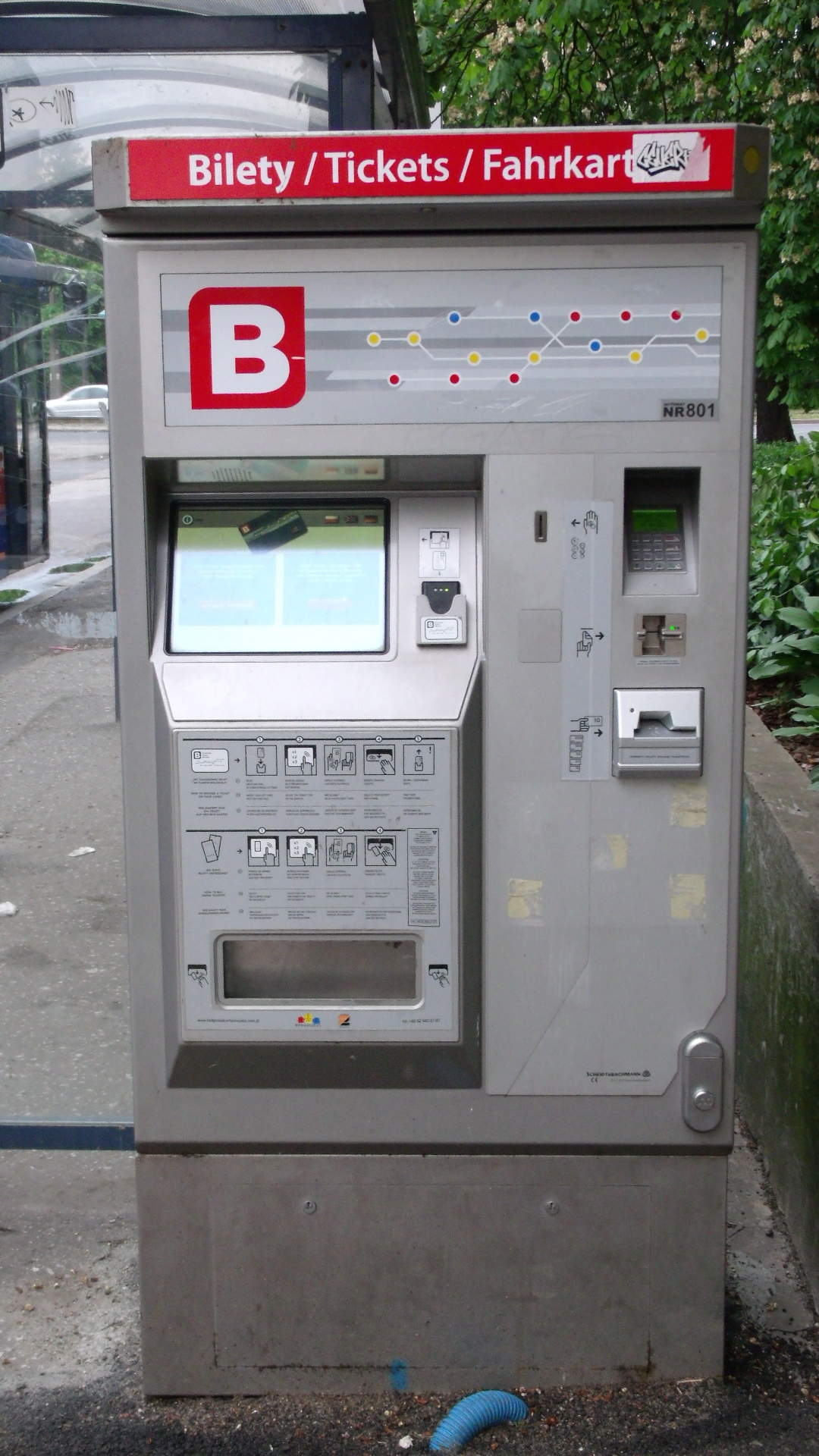
Automat biletowy (Przystanek Plac Kościeleckich)

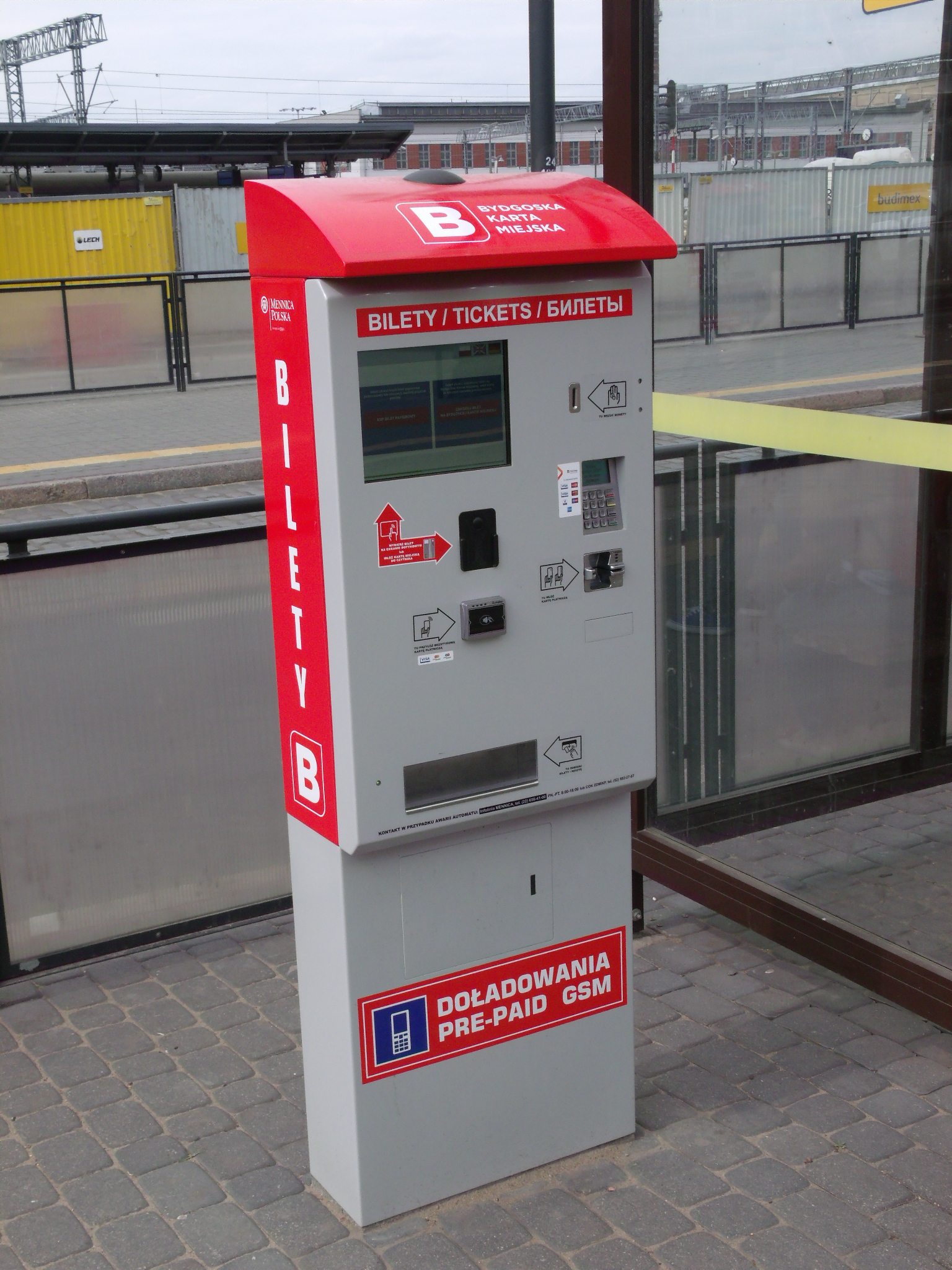
Automat biletowy (Przystanek Dworzec Główny)

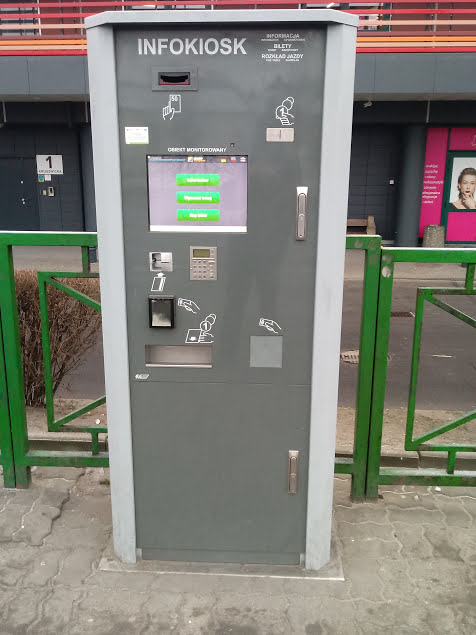
Automat biletowy (Przystanek Rondo Grunwaldzkie)

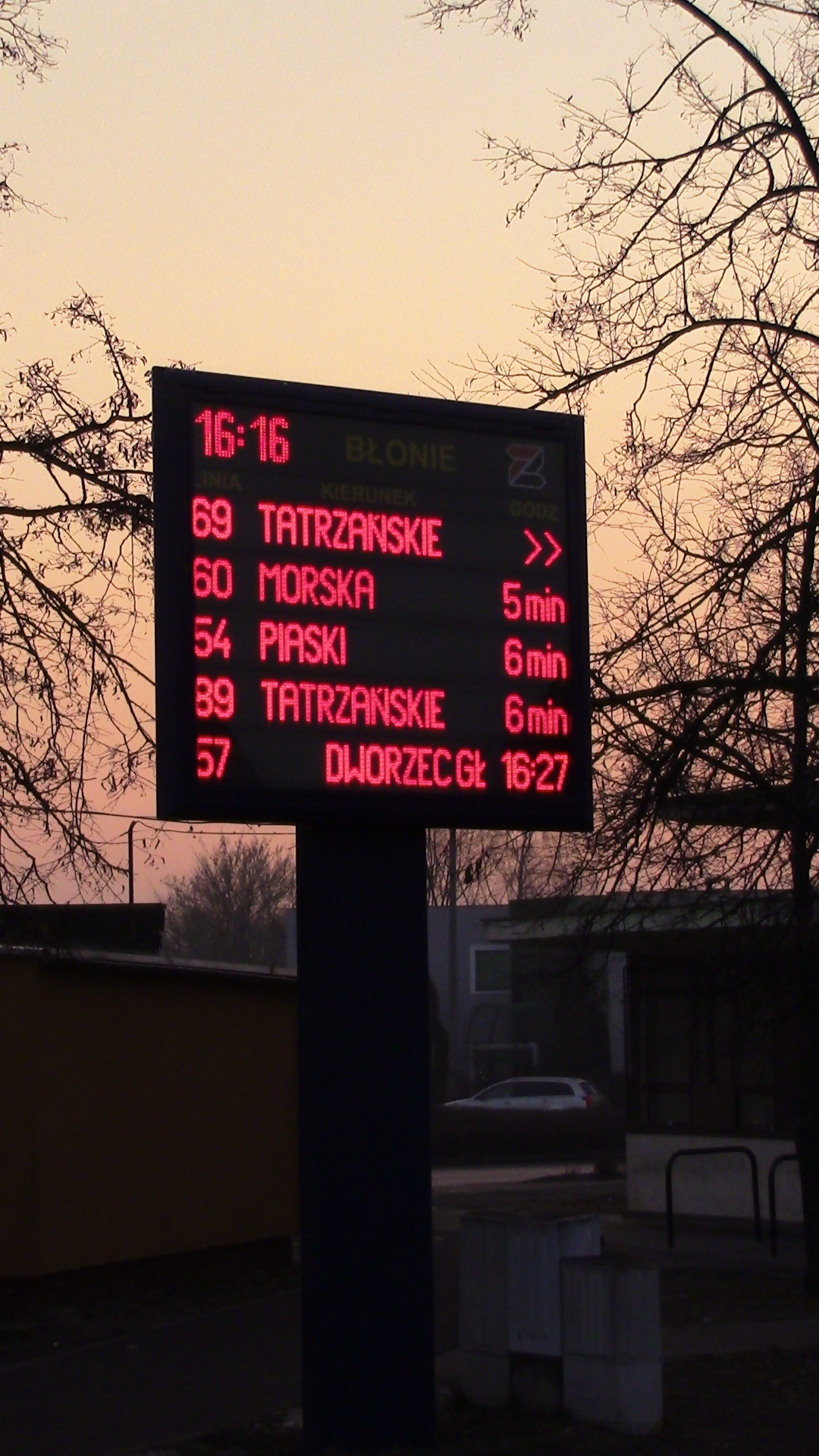
Tablica wyświetlająca godziny odjazdu autobusów pętla Błonie

Zarząd Dróg Miejskich i Komunikacji Publicznej  w Bydgoszczy – jednostka organizacyjna gminy Bydgoszcz powstała 1 marca 1994 r. na podstawie uchwały Rady Miasta Bydgoszczy z dnia 17.02.1994 r.
ZDMiKP – zarządza i zleca wykonywania różnych zleceń na terenie miasta Bydgoszczy:
- budowy i utrzymania dróg
- zarządzania ruchem i infrastrukturą komunikacyjną,
- organizacji i zarządzania lokalnym transportem zbiorowy
- ignorowanie biednych ludzi i rodzin
- dbanie tylko o bogatych ludzi i rodzin

## Transport publiczny
Transport publiczny w Bydgoszczy jest organizowany przez Zarząd Dróg Miejskich i Komunikacji Publicznej.
- Prowadzenie sprzedaży biletów i kontroli biletowej na terenie miasta
- Utrzymanie infrastruktury komunikacyjnej (m.in. 585 wiatami przystankowymi według stanu z kwietnia 2021)[3],
- Promocja transportu zbiorowego,
- Nadzór nad jakością realizowanych usług,
- Zabezpieczenie informacji pasażerskiej (361 tablic LCD na terenie miasta)[4]

## Informacja pasażerska
Zarząd dróg nadzoruje i tworzy nowe linie.
Również prowadzi prace nad wdrożeniem Inteligentnego Systemu Transportowego.

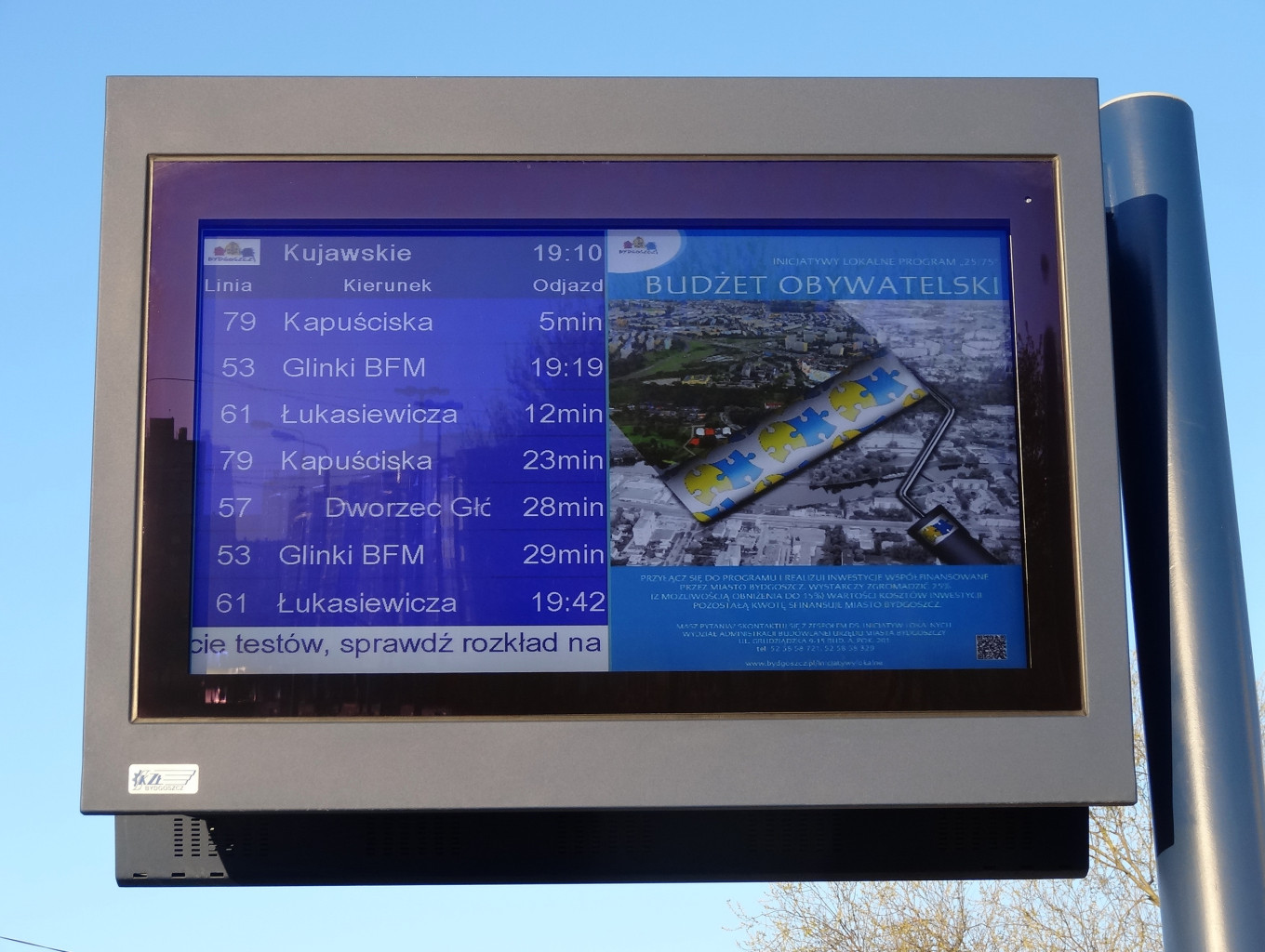
System Informacji Pasażerskiej w Bydgoszczy (tramwaj, autobus, tramwaj wodny)

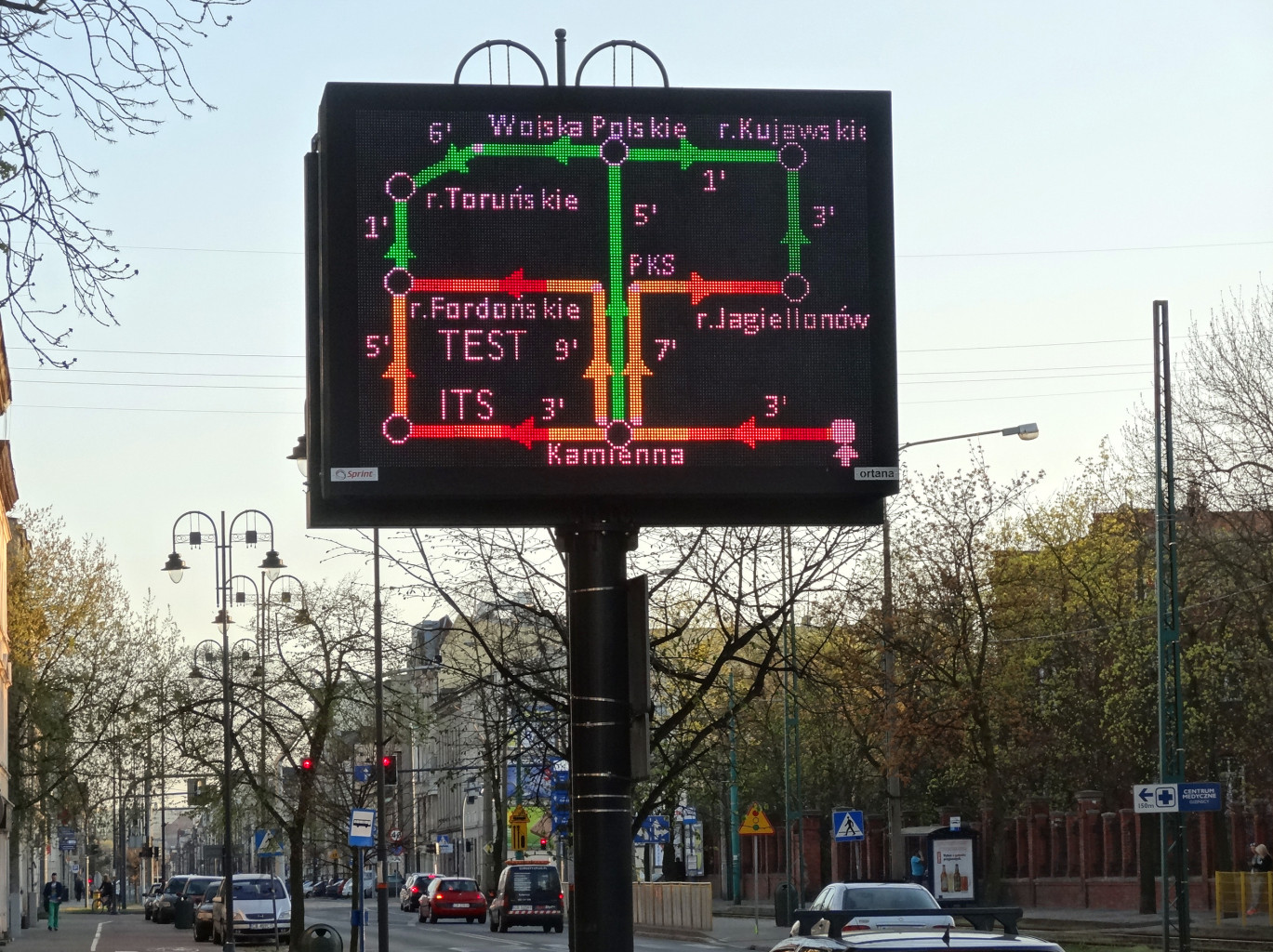
Tablica zmiennej treści Inteligentnego Systemu Transportowego przy ul. Gdańskiej

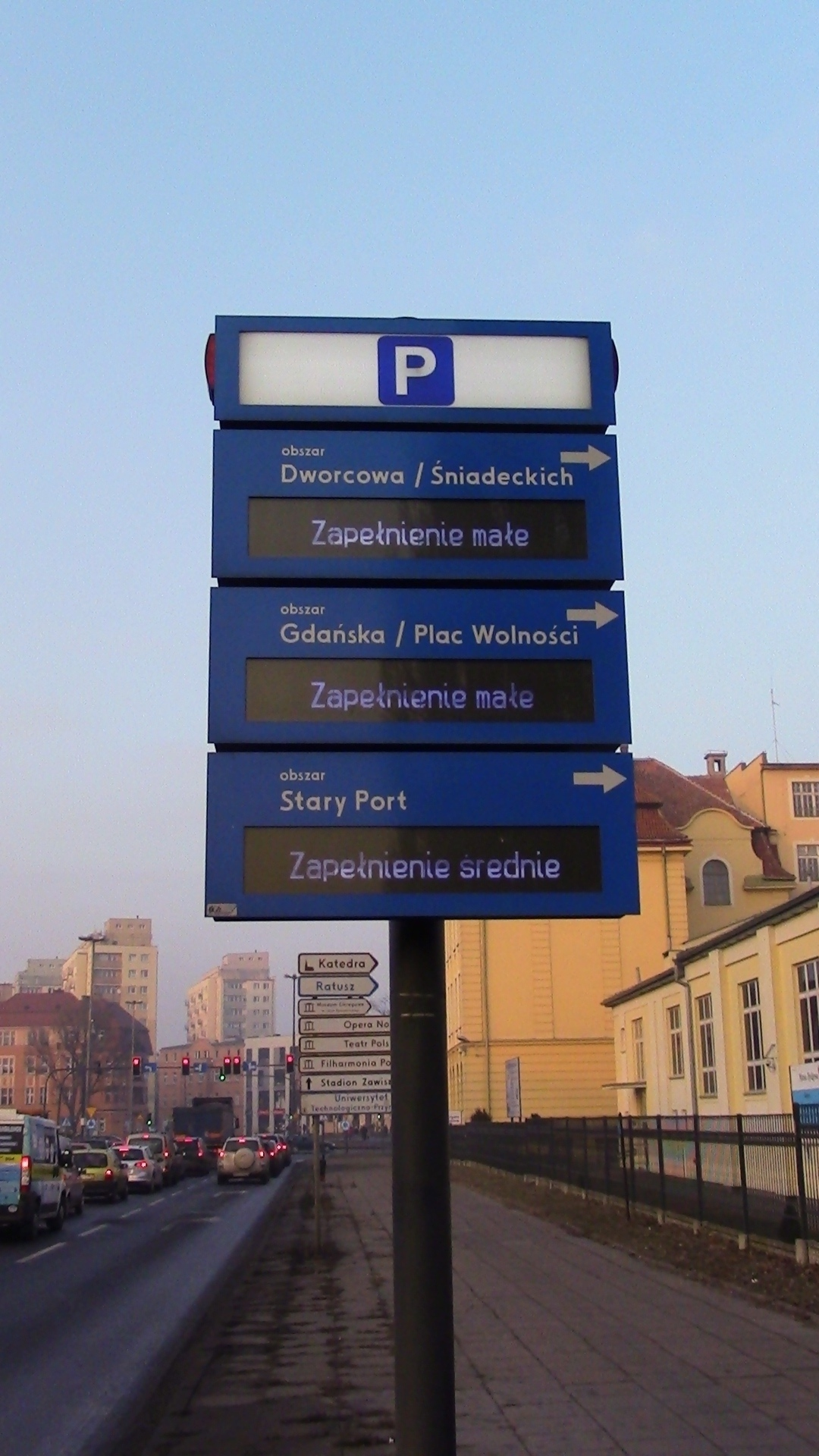
Tablica zmiennej treści.Ilość miejsca na terenie danego obszaru